# Leslie Lamport
Pour les articles homonymes, voir Lamport.
Leslie B. Lamport, né le 7 février 1941 à New York, est un chercheur en informatique américain, spécialiste de l'algorithmique répartie. Il obtient le prix Turing 2013. Il est le concepteur du logiciel libre de composition de documents LaTeX (1983).

## Carrière
Il fait des études en mathématiques au Massachusetts Institute of Technology (MIT) puis à l'université Brandeis où il reçoit son Ph.D. (doctorat) de mathématiques en 1972,. Il travaille au Massachusetts Computer Associates de 1970 à 1977, puis au SRI International de 1977 à 1985, et au Digital Equipment Corporation Systems Research Center de 1985 à 2001. Il travaille depuis 2001 pour Microsoft Research.

## Travaux

### Algorithme de la boulangerie
L'algorithme de la boulangerie est un algorithme qui apporte une solution « remarquablement intuitive et naturelle » au problème d'exclusion mutuelle formulé par Dijkstra. La solution précédente proposée par Dijkstra était une solution haut-niveau à un problème bas-niveau.

### Systèmes répartis
On fait parfois référence à Lamport comme au père du calcul réparti. Il formule notamment en 1979 la relation « arrivé-avant » (en anglais « happened before »), qui permet d'obtenir un ordre partiel sur les actions dans des systèmes répartis. Lamport invente également le système d'horloges qui porte son nom. Elles sont utilisées dans le cadre de la synchronisation des systèmes distribués. Il travaille également sur certains aspects cryptographiques comme les mots de passe à usage unique et d'autres problèmes liés au consensus et à la concurrence dans les réseaux. Il s'intéresse aussi au problème du consensus, notamment au protocole Paxos.

### LaTeX
Cependant, Leslie Lamport est principalement connu hors de la communauté scientifique de l'informatique comme le créateur de LaTeX (basé lui-même sur TeX, de Donald Knuth), un système de mise en page de documents notamment utilisé par les scientifiques de nombreuses disciplines (informatique, mathématiques, physique, bio-informatique…) pour des documents comportant de nombreuses formules mathématiques. Depuis, le développement de LaTeX est assuré par d'autres.

## Honneurs et prix
Leslie Lamport reçoit le prix Dijkstra à trois reprises en 2000, 2005 et 2014, et la médaille John von Neumann en 2008. Il est fait docteur honoris causa décerné par l'Université de Rennes 1 en 2003, l'université Christian Albrecht de Kiel en 2003 également, par l'École polytechnique fédérale de Lausanne en 2004, par l'université de la Suisse italienne en 2006, et par l'université Henri Poincaré en 2007,.
Le 18 mars 2014, il reçoit le prix Turing 2013, pour « ses contributions fondamentales théoriques et appliquées dans les systèmes distribués et concurrents, notamment en inventant des concepts tels que la causalité et les horloges logiques, […] et la cohérence séquentielle ».